# لويغي مارتينيلي
لويغي مارتينيلي (بالإيطالية: Luigi Martinelli)‏ (2 سبتمبر 1970 إيطاليا - ) هو لاعب كرة قدم إيطالي، يلعب كمدافع.

## مسيرته

### مسيرته مع الأندية
- 1987 - 1989 لعب مع Football Club Ospitaletto 2000  [لغات أخرى]‏ مباراتين.
- 1990 - 1994 لعب مع ASD Barletta 1922 [الإنجليزية]‏ 79 مباراة سجل خلالها هدفين.
- 1994 - 1995 لعب مع نادي فيورينزولا 1922 16 مباراة.
- 1995 - 1997 لعب مع نادي طرابنش 1905 [الإنجليزية]‏ 47 مباراة.
- 1997 - 2001 لعب مع SSD Virtus CiseranoBergamo 1909 [الإنجليزية]‏ 104 مباراة سجل خلالها هدفين.
- 2000 - 2001 لعب مع كييفو فيرونا 6 مباريات.
- 2001 - 2003 لعب مع نادي سيينا 46 مباراة.
- 2003 - 2005 لعب مع نادي أسكولي 32 مباراة.
- 2005 - 2007 لعب مع نادي تورينو 26 مباراة سجل خلالها هدف.
- 2007 - 2008 لعب مع هيلاس فيرونا 9 مباريات.